# My Best Friend's Girl (2008)
My Best Friend's Girl is een romantische komedie uit 2008 onder regie van Howard Deutch. Kate Hudson werd voor haar rol genomineerd voor de Golden Raspberry Award voor slechtste actrice.

## Verhaal
Dustin is een gevoelige, hardwerkende en sympathieke man en dolverliefd op Alexis. Wanneer hij haar dit na vijf weken van afspraakjes vertelt, neemt zij afstand. Ze vindt hem aardig, maar vooral als vriend en dit gaat haar allemaal te snel.
Dustins vriend en huisgenoot Tank weet perfect hoe hij vrouwen kan bespelen. Hij kan ze makkelijk het bed in krijgen, maar als hij dat wil ook het horrorafspraakje van hun leven bezorgen, zodat ze hem nooit meer willen zien. Van dit laatste heeft hij een soort bijberoep gemaakt. Gedumpte vriendjes kunnen hem inhuren om uit te gaan met hun ex-vriendin, zodat Tank ze een avond kan bezorgen die ze gillend naar hen doet terugrennen.
Hoewel Tank werk en privé gescheiden wil houden gaat hij in op Dustins smeekbede om uit te gaan met Alexis en haar een vreselijk afspraakje te bezorgen. Alexis' huisgenote Ami heeft deze alleen net overgehaald om eens flink de beest uit te hangen, zodat ze vervolgens toe is aan een lieve aardige jongen als Dustin. Hierdoor wil Alexis toch een puur seksuele relatie aangaan met Tank, ondanks dat hij haar zo onbeschoft mogelijk heeft behandeld op hun avondje uit. Tank kan dit in eerste instantie afhouden uit loyaliteit naar Dustin. Zijn weerstand is niettemin binnen de kortste keren gebroken. Tank is namelijk ook vanaf het eerste moment zwaar onder de indruk van de charmes van Alexis en wordt ook verliefd.

## Rolverdeling
- Dane Cook - Tank
- Kate Hudson - Alexis
- Jason Biggs - Dustin
- Alec Baldwin - Professor Turner
- Diora Baird - Rachel
- Lizzy Caplan - Ami
- Riki Lindhome - Hilary

## Productie
In mei 2007 werd aangekondigd dat Deutch de film ging regisseren, met Cook in de hoofdrol. Deze had toen nog de werktitel Bachelor No. 2. Een maand later werd Hudson bevestigd als zijn tegenspeelster. De titel was inmiddels veranderd naar My Best Friend's Girl. Alec Baldwin, Jason Biggs en Lizzy Caplan werden alle drie in augustus 2007 voor de film geselecteerd.
Biggs leerde op de set van de film actrice Jenny Mollen kennen (die Colleen speelt). Ze werden verliefd en verloofden zich in januari 2008. De opnames vonden plaats aan het begin van 2008. In augustus 2008 werd de promotionele poster uitgebracht. Dit zorgde voor opschudding bij Cook. Hij vond de poster teleurstellend en kreeg ruzie met de makers ervan.

## Ontvangst
De film ging in première in september 2008 en werd slecht ontvangen door critici. Voornamelijk Cook werd afgekraakt. The New York Times noemde het een film zonder verrassingen, waar slechts een paar keer bij gelachen wordt. Ook Variety noemde het een voorspelbare film, maar zwaaide Baldwin alle lof toe.